# Castello di Stuppach
Il castello di Stuppach (Schloss Stuppach in tedesco) si trova nella frazione omonima del comune austriaco di Gloggnitz del distretto di Neunkirchen, in Bassa Austria e le sue prime strutture risalgono al XII secolo.

## Storia
Sul sito esisteva una prima fortezza citata su documenti del 1130 come sede originale della nobile famiglia di Wurmbrand-Stuppach. Il primo proprietario del quale si ha notizia fu Leopold Wurmberger che cambiò il nome del casato in von Wurmbrand e in seguito fu aggiunto anche il secondo nome Stuppach. Tra i discendenti si ricorda Poppo von Stuppach, menzionato intorno al 1155. La casata, che poteva fregiarsi del titolo nobiliare di conte, era in rapporto di vassallaggio con i Pitten di Formbach-Neuburg, mantenne il castello fino al 1659. Nei secoli XVI e XVII si cercò di intervenire sulle strutture abitative dell'antico castello che, col tempo, aveva perduto interesse dal punto di vista militare poiché non più adatto come difesa contro le moderne artiglierie. Il conte Hans Ehrenreich Wurmbrand vendette la proprietà a Matthias Wegerle von Walsegg nel 1659 che non vi apporto significative modifiche. Fu un discendente, Joseph Julius Leopold von Walsegg, che intorno al 1730 ne dispose un ampliamento rendendolo di forme moderne e dopo la morte del conte Franz von Walsegg, nel 1827, la sua erede, Karoline von Sternberg, lo vendette al principe Johann von Liechtenstein. Nelle ultime decadi del XIX secolo la struttura venne acquistata dalla cartiera Schlöglmühl e subito dopo venne nuovamente venduta, questa volta al conte prussiano Wilhelm zu Castell und Rittenhausen. Da quel momento si succedettero in diversi come proprietari e poco prima dello scoppio della seconda guerra mondiale il castello si trovò in uno stato di conservazione molto critico. In pochi anni venne acquisito dal governo e destinato a sede di una scuola distrettuale delle Sturmabteilung. Nel 1945 fu destinato ad ospitare un panificio da campo dell'Armata Rossa ma, nell'ottobre dello stesso anno, parte del tetto venne distrutto per un incendio partito dal camino. Il grave danno danno non venne riparato immediatamente e l'intero soffitto dell'ala sud crollò tanto da far apparire la struttura come un rudere. I lavori di ristrutturazione iniziarono solo molto più tardi, nel 1989, e il castello ha così riacquistato le sue antiche forme. il castello di Stuppach è di proprietà della famiglia Zellinger dalla fine del XX secolo. Le sale del castello ospitano spesso concerti.
Il conte Franz von Walsegg, ultimo proprietario del castello appartenente alla casata von Walsegg, incaricò Wolfgang Amadeus Mozart di comporre un Requiem per la sua amata moglie defunta, ma Mozart non poté ultimare l'opera a causa della sua sopravvenuta morte. Tale lavoro, la Messa di requiem in Re minore K 626, fu l'ultima opera del genio salisburghese e sulla sua genesi storia e leggenda in parte si intrecciano e legano la vicenda del castello a quella di Mozart.

## Descrizione
Il castello si trova nella frazione omonima  a circa 2 chilometri a est del comune austriaco di Gloggnitz del distretto di Neunkirchen, in Bassa Austria. La struttura ha una base rettangolare ed è formata da quattro ali che racchiudono un piccolo cortile. Ha tre piani e si trova al centro di un grande parco cittadino. La facciata principale in stile barocca è rivolta a meridione e presenta due avancorpi angolari che sporgono leggermente. Il piano interrato è bugnato e la parte centrale è caratterizzata da una grande terrazza con balaustra alla quale si accede da un'importante scalinata e da qui si entra nel piano nobile. Tutto il primo piano è caratterizzato da finestre alte e decorate da cornici curvilinee mentre al piano superiore le finestre sono molto più piccole e semplici. La copertura superiore mansardata è dotata di finestre disposte in asse con quelle sottostanti. Il castello è dotato di cappella nobiliare privata. Conserva la torre circolare alta 18 metri che sporge all'angolo nord-est e che appartiene alla primitiva struttura difensiva medievale. All'interno del castello un lungo corridoio conduce dal portale sul lato sud allo scalone principale sul lato nord. Nell'edificio molte stanze e sale conservano decorazioni a stucco barocche.